# Progonia aenicta
Progonia aenicta är en fjärilsart som beskrevs av David Stephen Fletcher 1961. Progonia aenicta ingår i släktet Progonia och familjen nattflyn. Inga underarter finns listade i Catalogue of Life.